# カクマ
カクマ(Kakuma)は、ケニア西部の旧リフトバレー州北部のトゥルカナ (カウンティ)の都市。
2009年の人口は3万1962人。

## 人口
- 1999年8月24日：9107人
- 2009年8月24日：3万1962人[2]

## カクマ難民キャンプ（Kakuma Refugee Camp）
- 開設：1992年
- 人口：約7万人
- 住民出身地域：南スーダン、ソマリア、エチオピア、ブルンジ、コンゴ民主共和国、エリトリア、ウガンダ[3]

## 参照
1. ↑  Eggers, Dave (2006). What is the What. New York: Vintage Books. p. 373. ISBN 0307385906
2. ↑  City Population(閲覧日：2016年9月21日)
3. ↑  http://www.theirc.org/index.cfm/wwwID/1551 Food Supplies Dwindle At Kenya Refugee Camp; IRC Raises Concern in Washington, International Rescue Committee, 4 June 2002